# Матинский, Михаил Алексеевич
Михаи́л Алексе́евич Мати́нский (1749, село Павловское, Московская губерния — около 1820, Петербург) — надворный советник; русский композитор, драматург, переводчик, педагог. Сочинял оперы, писал комедии, либретто для опер, басни, стихи и научные математические, географические и др. труды.

## Биография
Происходил из крепостных графа С. П. Ягужинского. На средства графа учился в гимназии при Московском университете (для разночинцев). Музыку изучал в Москве и в 1783 году Италии, куда ездил тоже на средства графа. В октябре 1785 года получил от графа Ягужинского отпускную.
В 1785 г. граф П. В. Завадовский принял его на службу учителем математики, истории, географии и русского языка в Пажеский корпус. В 1779—1803 гг. преподавал общеобразовательные предметы (историю, географию, геометрию) в Смольном институте в Петербурге. Написал учебные пособия для Института благородных девиц (см. Избранные сочинения).
Принимал участие в издании «Атласа <…> для народных училищ» (1790. Ч. 1), являющегося дополнением ко «Всеобщему землеописанию» И.-Ф. Гакмана, составлял карты (совместно с Г. Шелеховым) для «Краткой Российской истории» (1799), написанной Янковичем де Мириево на основе материалов И. М. Стриттера, переводил с немецкого языка (совм. с И. Ф. Яковкиным, А. Тройским, Н. П. Осиновым и Ф. В. Коралловым под руководством П. И. Пастухова) «Историю Российского государства» И. М. Стриттера (СПб., 1800—1802. Ч. 1—3).
В 1815 г. — надворный советник, служил в комиссии народных училищ.
Автор либретто и частично музыки одной из первых русских комических опер «Санктпетербургский Гостиный двор» (1779). Опера представляет собой сатирическую бытовую музыкальную комедию. Комедия была поставлена в 1782 году в Петербурге, 1783 — в Москве.
Это «забавное зрелище и нарядный спектакль в российских древних нравах» было представлено в театре К. Книппера "раз по пятнадцати сряду, и никакая пьеса не дал: ему столько прибытка, как оная; (Драм. словарь, 1787).
Вскоре первоначальная редакция оперы оказалась утрачена. В 1792 музыка оперы на заново написанное Матинским либретто была переработана композитором В. Пашкевичем и названа «Как поживешь, так и прослывешь». В этой редакции первое и третье действия поменялись местами. В таком виде пьеса впервые была представлена на сцене Придворного театра 2 февраля 1792. В пьесе были задействованы более двадцати действующих лиц — представители разных слоев общества, что позволяло обозначить и воспроизвести достаточно широкую социально-бытовую картину столичного города.
Матинскому принадлежит также текст оперы с музыкой Пашкевича «Тунисский паша» и переводы нескольких европейских пьес, в том числе перевод с немецкого языка комедии К. Гольдони «Поскорей, пока не проведали, или Странный случай» (1796) — пьеса была поставлена и имела успех в Петербурге и Москве. По свидетельству В. В. Стасова и С. Ф. Светлова, Матинскому принадлежит авторство пьесы «Перерождение» (Светлов С. Ф. Рус. опера в XVIII столетии // Ежегодник императорских театров: Сезон 1897—1898 гг. Приложения. Кн. 3; Стасов В. В. Рус. и иностр. оперы, исполнявшиеся на имп. театрах в России в XVIII и XIX столетиях. СПб., 1898). Возможно, но точно не установлено, что он же автор комедии «Горбатые». Рукописный экземпляр этой пьесы, датированный 1783, хранится в СПбГТБ.

### Семья
Отец — Алексей Леонтьевич Матинский, крепостной графов Ягужинских, приказчик села Павловского. Его брат, Иван Леонтьевич, служил управителем Павловской суконной фабрики. Злоупотребления братьев Матинских привели в 1750—1751 годах к крестьянским волнениям в Павловской вотчине Ягужинских.
Мать Михаила Алексеевича, Мария Яковлевна, и его жена, Наталья Григорьевна, в 1785 году получили вместе с ним отпускную от графа С. П. Ягужинского.

## Творчество
Один из первых своих литературных трудов — перевод с нем. языка сочинения исп. писателя и государственного деятеля Ф. Д. де Сааведры «Республика ученых, или Аллегорическое и критическое описание художеств и наук» (1775) М. посвятил С. П. Ягужинскому: 
«… не редкий ли сей пример добродетели, чтобы тратить иждивение на обучение своего раба для собственной его прибыли и снабдевать его потом щедро безо всяких заслуг, не помышляя нимало о приобретении себе от этого пользы?». В том же году М. перевел с нем. языка прозой «Басни и сказки» Х.-Ф. Геллерта (Ч. 1—2; 2-е изд. 1788). 
28 июля 1786 он подал прошение в Комиссию об учреждении народных училищ о вступлении в службу «к переводам». Комиссия, «имев уже опыты его трудолюбия, радения и искусства», зачислила М. переводчиком в чине титул. советника на том условии, что «на первый случай вместо жалованья платить ему будет за труды его по рассмотрению» (РГИА, ф. 730, оп. № 7, л. 32). Вскоре М. получил 200 руб. за перевод с нем. языка труда И.-Ф. Гакмана «Краткое землеописание Российского государства» (1787). После того сделал ещё несколько важных научных переводов, за что постоянно получал изрядную прибавку к жалованью.

### Избранные сочинения
- Матинский М. А. Опера комическая Санктпетербургской гостиной двор : В трех действиях. — М.: В вольной тип. А. Решетникова, 1791. — 116 с. — (Опера была напечатана без ведома и разрешения авт., «по старому расположению». — В первый раз была представлена в Петербурге 26 дек. 1779 г. - Музыка В. А. Пашкевича).
  - Матинский М. А. Как поживешь, так и прослывешь : Забавное зрелище с песнями, в трех действиях. — СПб.: Тип. Ф. Брейткопфа, 1792. — 112 с. — (Испр. изд. «Оперы комической Санктпетербургский гостиной двор». — В первый раз была представлена в Петербурге 26 дек. 1779 г., в исправленном виде — там же 2 февр. 1792 г. — Музыка В. А. Пашкевича).
  - Матинский М. А. Опера комическая Санктпетербургской гостиной двор : В трех действиях. — М.: Губ. тип., у А. Решетникова, 1799. — 112 с.
  - Матинский М. А. С.-Петербургский гостиный двор : Опера комич. : Перепеч. с 1-го изд. 1791 г. — Одесса: типо-лит. Штаба Одес. воен. окр., 1890. — 116 с. — (Изд. также под загл.: «Как поживешь, так и прослывешь»).

учебники
- Матинский М. А. Начальныя основания геометрии, : Сочиненныя для Общества благородных девиц. — СПб.: Тип. Гос. мед. коллегии, 1798. — 125 с.
- Матинский М. А. Описание различных мер и весов разных государств. — СПб.: Тип. Мор. шляхет. кадет. корпуса, 1779. — 150 с. — 2400 экз.
- Матинский М. А. Сокращение всеобщей географии : Изд. в пользу Воспитательнаго общества благородных девиц. — СПб.: Тип. Гос. мед. коллегии, 1800. — Т. 1: Содержащая в себе Европу. — 200 с. — 2400 экз.

переводы
- Гакман И. Ф. Всеобщее землеописание : Изданное для народных училищ Российской империи : в 3-х ч. / Пер. с нем. М. Матинского. — СПб.: Тип. Брейткопфа, 1788—1795. — 312 + 364 + 485 с. — 10 000 + 3000 экз.
  - . — 2-е тиснение. — СПб.: Тип. Вильковского, 1795—1798. — 5000 + 2400 экз.
- Гакман И. Ф. Краткое землеописание Российскаго государства : Изданное для народных училищ Российской империи / Пер. с нем. М. Матинского. — СПб.: Тип. Брейткопфа, 1787. — 174 с.
  - . — 2-е тиснение. — СПб.: Тип. Вильковского, 1793. — 175 с. — 10 000 экз.
- Геллерт Х. Ф. Басни и сказки : в 2-х ч. / Пер. с нем.: М. Матинской. — СПб.: При Имп. Акад. наук, 1775. — 124 + 112 с.
  - . — 2-е тиснение. — СПб.: При Имп. Акад. наук, 1788. — 102 + 96 с. — 306 экз.
- Геллерт Х. Ф. Богомолка : Комедия в трех действиях = Die Betschwester / Пер. с нем.: М. Матинской. — СПб.: Тип. Акад. наук, 1774. — 119 с. — 600 экз.
- Гольдони К. Поскорей, пока не проведали или Странной случай : Комедия в трех действиях = Un curioso accidente / Переделанная с нем. М. Матинским. — СПб.: Тип. В. Плавильщикова, 1796. — 155 с.
- Сааведра Фахардо Д. Республика ученых, или Аллегорическое и критическое описание художеств и наук / Пер. с нем. яз. осуществлен М. Матинским. — СПб.: Тип. Мор. кадет. корпуса, 1774. — 124 с. — 1000 экз.
- Стриттер И. М. История Российскаго государства : в 3-х ч. / Пер. с нем. яз. осуществлен М. А. Матинским, И. Ф. Яковкиным, А. В. Гронским, Н. П. Осиповым и Ф. В. Коралловым. — СПб.: Печ. у содержателя типографии Комиссии об учреждении школ, Федора Брункова, 1800—1802. — 635 + 530 + 328 с. — 3020 экз.